# Martínez (Buenos Aires)
Pour les articles homonymes, voir Martínez.
Martínez est une localité de la province de Buenos Aires, en Argentine et située dans la banlieue nord de la capitale.